# 元弼 (中散大夫)
元弼（5世紀—506年），字邕明，河南郡洛阳县（今河南省洛阳市东）人，追尊魏景穆帝拓跋晃曾孙，开府、徐州刺史、济阴康王元郁长子，北魏宗室、官员。

## 生平
元弼刚直方正有文才，官至中散大夫，作为元郁的嫡嗣本应承袭济阴王的爵位，因为元弼叔父尚书仆射元丽受到于氏的亲爱庞幸，超过顺序授予元丽同母哥哥元偃的儿子元诞。于是元弼彻底放弃仕途，推脱有病回到私人宅邸。魏宣武帝元恪征召元弼为侍中，元弼上表再三辞让。元弼进入嵩山，以洞穴为居室，身着布衣只吃粗食，于正始三年（506年）去世。建义元年（528年），元弼的儿子元晖业上诉恢复济阴王的爵位。永安三年（530年），朝廷追赠元弼尚书令、司徒公，谥号文献。当初，元弼曾经梦到有人对自己说：“您本人不能传承世袭的封爵，能够继承先人爵位的，是您的长子元晖业。”元弼醒来后就将这个梦告诉了元晖业，最终的情况就和元弼梦中听到的话一样。

## 家庭

### 父母
- 元郁，北魏使持节、侍中、徐州诸军事、开府、徐州剌史、济阴康王
- 慕容氏，燕成武帝慕容垂玄孙女，赵王慕容麟曾孙女，后燕散骑常侍慕容根孙女，北魏使持节、平西将军、秦益二州刺史、沛郡公慕容带之女，原为魏文成帝后宫三夫人之首，魏文成帝死后改嫁元郁，生有三子二女[4]

### 兄弟
- 元安明

### 子女
- 元晖业，北齐开府仪同三司、特进、美阳县公
- 元赞远，北魏东魏郡太守、广川武侯[1]
- 元昭业，北魏给事黄门侍郎、卫将军、右光禄大夫、文侯